# Gare de Tronget
La gare de Tronget est une ancienne gare ferroviaire française de la ligne de Montluçon à Moulins, située sur le territoire de la commune de Tronget dans le département de l'Allier en région Auvergne-Rhône-Alpes.
Elle est mise en service en 1859 par la Compagnie du chemin de fer de Paris à Orléans (PO). Elle est fermée par la Société nationale des chemins de fer français (SNCF) car elle est située sur une section non exploitée de la ligne.

## Situation ferroviaire
Établie à 439 mètres d'altitude, la gare de Tronget est située au point kilométrique (PK) 378,12 de la ligne de Montluçon à Moulins (section non exploitée) entre les gares fermée de Chavenon et Noyant-d'Allier.
La voie ferrée est coupée au niveau de Chavenon rendant impossible tout échange entre les gares de Moulins-sur-Allier et Montluçon-Ville.

## Histoire
La station de Tronget est mise en service le 7 novembre 1859 par la Compagnie du chemin de fer de Paris à Orléans (PO), lorsqu'elle ouvre à l'exploitation sa ligne de Montluçon à Moulins, « la station est utilisée pour l'exploitation des mines du Montet ».
En 1924, on installe des pédales électriques en avant de signaux avancés non visibles du poste de manœuvre afin d'éviter un croisement accidentel de trains sur la voie unique.
Le 29 avril 2008 Réseau Ferré de France déclasse trois terrains bâtis, les parcelles 33, 100 et 101 du cadastre.

## Patrimoine ferroviaire
Sur le site, le bâtiment voyageurs et la halle à marchandises sont toujours présents. Depuis 2010, la halle de gare de marchandises a été rachetée à Réseau ferré de France par la Communauté de Communes Bocage Sud qui l'a réhabilitée en salle de spectacles.

### Iconographie
- Tronget (Allier) - la Gare, carte postale ancienne, no 1725 voir

(Vue direction Montluçon, la gare intérieur avec le bâtiment voyageurs, voies et quais, et une locomotive à vapeur)
- La Gare de Tronget (Allier), carte postale ancienne voir

(Vue direction Moulins, gare intérieur avec le bâtiment voyageurs, voies et quais, et une locomotive à vapeur)